# Фильчагин, Лев Михайлович
Лев Миха́йлович Фильча́гин — советский хоккеист с мячом, позднее — организатор спортивно-массовой работы в Архангельской области. Заслуженный работник физической культуры Российской Федерации (1994).

## Биография
Лев Михайлович Фильчагин родился на станции Ишим (ныне в черте города Ишим). Мать — Фильчагина М. П. В родном городе c юных лет вёл активный образ жизни, особое предпочтение отдавая спортивной гимнастике: в составе школьной команды в 1940 году выиграл первенство Сибири и Дальнего Востока. По окончании школы поступил в Государственный институт физической культуры им. И. В. Сталина, однако из-за начавшейся Великой Отечественной войны студент 1 курса призван 20.12.1943 Красногвардейским РВК Москвы. Отправлен на учёбу в Рязанское пехотное училище. Лейтенант.
Смог окончить спортвуз в 1950 году.  По распределению отправлен на факультет физического воспитания Архангельского педагогического института им. М.В.Ломоносова. Здесь начал свою педагогическую деятельность преподавателем, затем заведующим кафедры, и деканом факультета.
Был натурщиком для скульптуры «Ленин и рабочий», народного художника СССР, лауреата Государственной и Сталинской премии Веры Мухиной.